# Academia das Artes e Técnicas do Cinema
A Academia das Artes e Técnicas do Cinema (em francês: Académie des arts et techniques du cinéma) foi criada em 1975, por George Cravenne. O seu objetivo é premiar as realizações, produções e trabalhos artísticos mais notáveis do Cinema Francês, através da atribuição anual dos Prémios César, que visam incentivar a criação cinematográfica e atrair sobre si a atenção do público e dos meios de comunicação social.
A Academia rege-se pela Associação para a Promoção do Cinema (APAC, em francês: Association pour la promotion du cinéma),  que tem, desde 31 de dezembro de 2011, 45 membros, sendo a maioria deles detentor de um Óscar. A APAC verifica o seu funcionamento, os critérios de elegibilidade das pessoas e obras e o números de troféus concedidos.

## Presidentes
Abaixo segue-se a lista de presidentes: 
- 1976: Marcel Ichac (a título provisório)
- 1976-1986: Robert Enrico
- 1986-1988: Jeanne Moreau
- 1988-1990: Alexandre Mnouchkine
- 1990-1992: Jean-Loup Dabadie
- 1992-2003: Daniel Toscan du Plantier
- 2007-presente: Alain Terzian

## Membros
Em 2012, a Academia era composta por 4 199 membros, de diferentes áreas do cinema, decompostos da seguinte forma:
- 636 atores (15%)
- 554 produtores (13%)
- 739 cineastas (18%)
- 199 autores (5%)
- 1 157 técnicos (28%)
- 123 distribuidores, vendedores e exportadores (3%)
- 48 representantes dos laboratórios e indústrias técnicas (1%)
- 96 agentes artísticos (2%)
- 33 diretores de casting (1%)
- 72 assessores de imprensa (2%)
- 311 operadores de salas de cinema (7%)
- 231 outros membros (5%)